# Ritratto di Teresa Manzoni Stampa Borri
Ritratto di Teresa Manzoni Stampa Borri è un dipinto di Francesco Hayez. Eseguito nel 1849, raffigura Teresa Borri, seconda moglie di Alessandro Manzoni, anche lui effigiato da Hayez in un ritratto. Le due opere vennero commissionate da Stefano Stampa, figlio di primo letto di Teresa, che le donò nel 1900 alla Pinacoteca di Brera, dove sono conservate.